# A. Seema
A. Seema est une scientifique indienne du Kerala qui a dirigé une équipe ayant mis au point un soutien-gorge qui indique si la personne qui le porte est atteinte d'un cancer du sein. Après l'avoir envoyé en développement commercial, elle reçoit, en mars 2019, la plus haute récompense pour les femmes en Inde, le prix Nari Shakti Puraskar (en français : Prix du pouvoir des femmes), des mains du président indien, Ram Nath Kovind.

### Note
- (en) Cet article est partiellement ou en totalité issu de l’article de Wikipédia en anglais intitulé « A. Seema » (voir la liste des auteurs).